# 4405 Otava
4405 Otava (1987 QD1) là một tiểu hành tinh nằm phía ngoài của vành đai chính được phát hiện ngày 21 tháng 8 năm 1987 bởi Zdeňka Vávrová ở Klet.